# Чентро 37 (Рим)
Чентро 37 је насеље у Италији у округу Рим, региону Лацио.
Према процени из 2011. у насељу је живело 15 становника. Насеље се налази на надморској висини од 3 м.